# Chapin (Illinois)
Pour les articles homonymes, voir Chapin.
Chapin est un village situé au nord-ouest du comté de Morgan dans l'Illinois, aux États-Unis,. Il est incorporé le 7 mars 1899. Le village est baptisé en référence à ses fondateurs, Charles et Horace Chapin.

## Démographie
Lors du recensement de 2010, le village comptait une population de 512 habitants. Elle est estimée, en 2016, à 486 habitants.

### Source de la traduction
- (en) Cet article est partiellement ou en totalité issu de l’article de Wikipédia en anglais intitulé « Chapin, Illinois » (voir la liste des auteurs).